# Suillus pinorigidus
Suillus pinorigidus är en svampart som beskrevs av Snell & E.A. Dick 1956. Suillus pinorigidus ingår i släktet Suillus och familjen Suillaceae.   Inga underarter finns listade i Catalogue of Life.